# José Luis Cancela

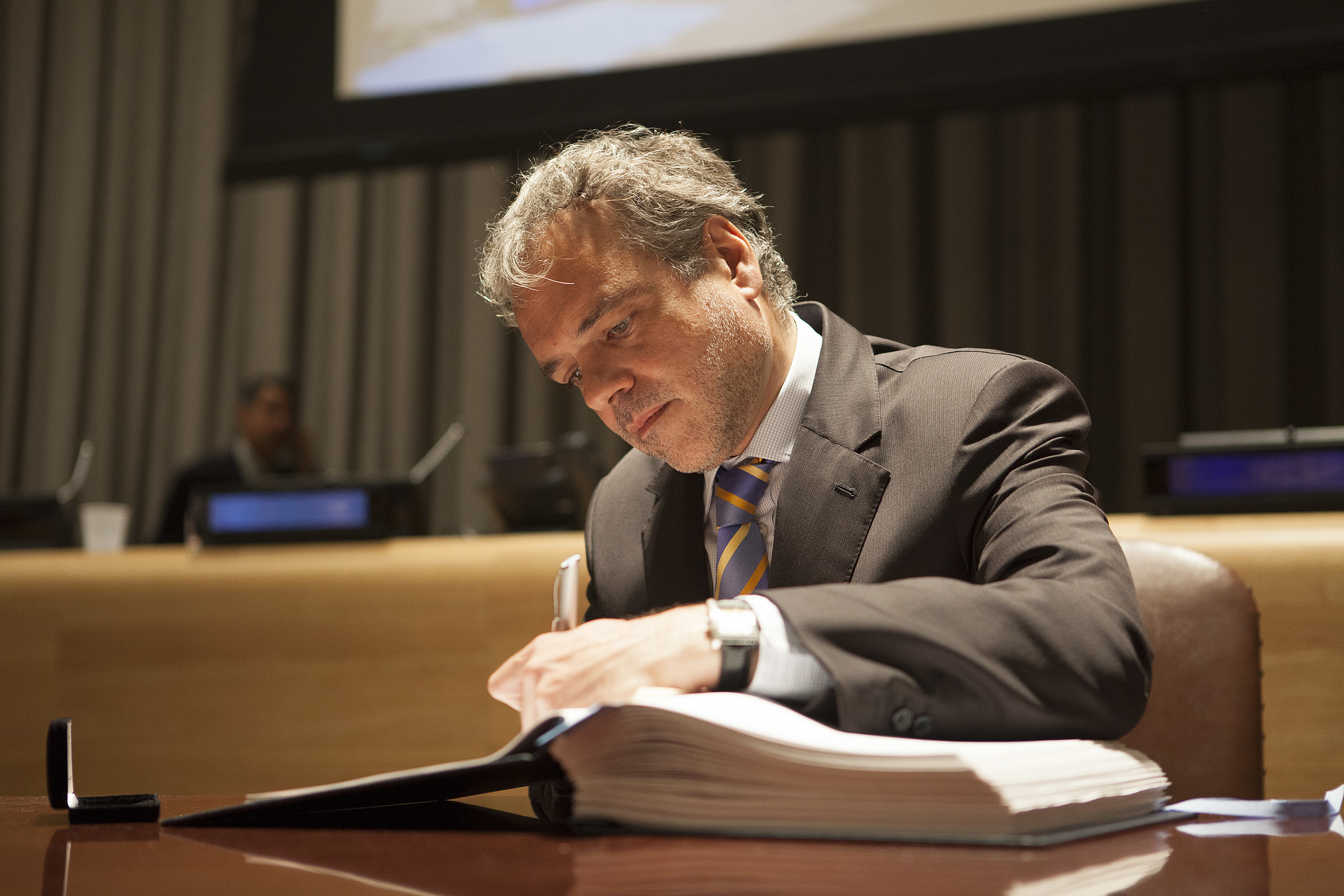
José Luis Cancela (2013)

José Luis Cancela Gómez (* 1961 in Montevideo) ist ein uruguayischer Diplomat.
José Luis Cancela absolvierte seine schulische Ausbildung am Colegio de la Inmaculada Concepción - Padres Bayoneses - in Montevideo. Er studierte an der Universidad de la República und ist seit 1988 im uruguayischen Außenministerium beschäftigt. Dort war er in der Folgezeit mit verschiedenen Aufgaben betraut. In den Jahren 1991 bis 1993 war er in der uruguayischen Botschaft in Bulgarien und von 1993 bis 1996 in der uruguayischen Auslandsvertretung in Belgien tätig. Cancela übte in der uruguayischen Botschaft in Spanien von 2000 bis 2005 die Funktion des Stellvertretenden Leiters der Mission aus und war 2002 Botschaftsrat. Er hatte ab 2005 das Amt des Generalsekretärs im uruguayischen Außenministerium inne. 2006 war er Gesandter-Botschaftsrat. Cancela wurde am 31. August 2008 zum Ständigen Vertreter Uruguays bei den Vereinten Nationen ernannt. In dieser Position wurde er am 10. Januar 2014 von Gonzalo Koncke abgelöst.
Cancela hat mit seiner Frau Alejandra vier Kinder. Er ist bekennender Anhänger des Club Atlético Peñarol.